# Mina Murray
Wilhelmina "Mina" Murray (in seguito sposata Harker) è uno dei personaggi principali del romanzo Dracula di Bram Stoker.

## Nel romanzo di Stoker
All'inizio del romanzo il cognome di Mina da nubile è Murray; in seguito prende il cognome del suo sposo, Jonathan Harker. È una maestra di scuola, pratica stenografia e dattilografia, e ha una appassionata corrispondenza con l'amica del cuore Lucy Westenra. Mina e Lucy sono entrambe tipiche donne dell'epoca vittoriana. Dopo la fuga di Jonathan dal castello del Conte Dracula, Mina lo raggiunge in Transilvania e si prende cura di lui. I due si sposano prima di tornare in Inghilterra.
In seguito, Mina e Jonathan si uniscono al gruppo di Abraham Van Helsing, intenzionato a trovare e uccidere il vampiro. Venuto a conoscenza di questa minaccia, Dracula si vendica mordendo Mina e dandole da bere il proprio sangue, in modo da condannarla a diventare un vampiro. Tuttavia in questo modo fra Dracula e Mina viene instaurato un misterioso legame, che aiuterà il gruppo di Van Helsing a rintracciare Dracula. Alla fine, Dracula viene ucciso in Transilvania per mano del texano Quincey Morris e la maledizione del Conte che incombe su Mina viene spezzata; infatti, la donna recupera la sua natura umana. Sette anni dopo, Mina e Jonathan hanno un figlio, che viene chiamato Quincey in onore dell'amico caduto durante lo scontro con Dracula.

## Opere derivate

Mina Harker interpretata da Peta Wilson nel film La leggenda degli uomini straordinari

Mina (o un personaggio con le sue caratteristiche) appare nella maggior parte dei film ispirati all'opera di Stoker.
- Nel celebre adattamento cinematografico del 1931 (con Bela Lugosi nella parte di Dracula), il ruolo di Mina fu interpretato da Helen Chandler.
- In Dracula di Bram Stoker di Francis Ford Coppola il ruolo fu affidato a Winona Ryder. Nel film Mina è la reincarnazione della prima moglie di Dracula, Elisabeta, secondo la visione del vampiro.
- Mina compare in un contesto completamente diverso nella serie a fumetti La Lega degli Straordinari Gentlemen di Alan Moore, in cui si unisce ad una squadra di personaggi straordinari, tutti di provenienza letteraria: tra gli altri vi sono Allan Quatermain, Edward Hyde e l'uomo invisibile. Nell'adattamento cinematografico del fumetto, La leggenda degli uomini straordinari, Mina è interpretata da Peta Wilson. La sceneggiatura del film si allontana dalla storia del fumetto su alcuni punti: Mina è una scienziata (mentre nel romanzo di Bram Stoker è una maestra di scuola), risulta essere una vampira (come se Van Helsing e il suo gruppo non fossero riusciti a salvarla dalla maledizione di Dracula) e non guida il gruppo (questo ruolo spetta ad Allan Quatermain).
- Nella serie TV Demons è una vampira cieca, che cerca di reprimere la sua natura facendo delle trasfusioni, ha delle visioni che aiuteranno i protagonisti della serie ad uccidere i vari inumani.
- Nella serie TV Dracula, è interpretata da Jessica De Gouw.
- Nella serie TV Penny Dreadful, è interpretata da Olivia Llewellyn.
- Nel manga Hellsing, negli OVA derivati (Hellsing Ultimate) e nel prequel Hellsing: The Dawn, Mina Murray è un personaggio che viene solo menzionato, ma che è comunque di grande rilevanza, dato che il protagonista, Alucard, le ha fatto bere il suo sangue, facendo della donna un suo simile. Da lei, inoltre, l'organizzazione nazista Millennium ha estratto l'essenza di Alucard, con lo scopo di dare inizio agli esperimenti volti a creare un esercito di vampiri artificiali.